# Севилья (провинция)
Севилья (исп. Sevilla) — провинция на юго-западе Испании в составе автономного сообщества Андалусия. Административный центр — Севилья.

## География
Территория — 14 036 км² (11-е место среди провинций страны). Основные реки — Гвадалквивир, Хениль.

## Демография
Население — 1,814 млн (4-е место; данные 2005 г.). Среди 65 тыс. иммигрантов выделяются румыны, марокканцы, боливийцы, колумбийцы, эквадорцы, китайцы, перуанцы, британцы, французы, итальянцы, аргентинцы, немцы, россияне и украинцы.

## Экономика
Основные отрасли экономики — пищевая (оливковое масло, молочные и мясные продукты, пиво, яйца, мед), авиационная, автомобильная, химическая и текстильная промышленность, производство стройматериалов и металлоконструкций, сельское хозяйство (пшеница, рис, кукуруза, бобовые, картофель, сахарная свекла, хлопок, подсолнечник, цветы, цитрусовые, персики, виноград, оливки), торговля, транспорт, энергетика и коммунальные услуги, строительство, финансовые услуги, туризм, информационные технологии и научные исследования.
В Севилье расположены штаб-квартиры финансово-промышленных групп «Абенгоа» и «Групо Морера и Вальехо», банков «Кахасол» и «Каха Сан-Фернандо», страховой компании «ОМ Сускрипсьон де Рисгос» («Групо Морера и Вальехо»), промышленной группы «Богарис», энергетических корпораций «Компанья Севильяна де Электрисидад» («Эндеса»), «Абенгоа Солар» («Абенгоа») и «Абенгоа Биоэнерджи» («Абенгоа»), крупнейшей пивоваренной компании страны «Крускампо» («Хейнекен»), крупной торговой сети «Групо Сабеко» («Ашан»), авиационной компании «Алестис Аэроспейс», строительной корпорации «Абенса» («Абенгоа»), производителя оливок и оливкового масла «Агро Севилья Асейтунас», операторов общественного транспорта «Метро де Севилья» и «Туссам», компаний в сфере информационных технологий «Гуадалтел» и «Фрогги» («МобайлМейл»), водоснабжающей компании «Эмасеса», компании коммунальных услуг «Абенсур» («Абенгоа»), дома моды «Викторио энд Лукчино».
Среди крупнейших предприятий Севильи — авиационный завод «КАСА», заводы по производству авиакомплектующих «Аэрннова Аэроспейс», «Аситурри Аэронаутика» и «Алестис Аэроспейс», аэропорт Севильи («АЭНА»), речной порт («Пуэртос дель Эстадо»), завод автокомплектующих «Рено», завод солнечных панелей «Гамеса», шинный завод «Бриджстоун», пивоваренный завод «Крускампо», молочный завод «Данон», керамическая фабрика «Рока», завод матрасов «Пиколин», оптовый сельхозрынок «Меркасевилья», научно-технологический парк «Картуха 93», технологический центр «Пальмас Атлас» («Абенгоа»).
В городе Дос-Эрманас расположены газовые базы «Компаньа Эспаньола де Петролеос» и «Репсоль», топливная база «Компанья Логистка де Хидрокарбурос», завод полуприцепов «Леки Трейлер», завод промышленного оборудования «Тальерес Лумбрерас», технопарк Дос-Эрманос. В городе Алькала-де-Гвадаира расположены металлургический завод «Сидерургика Севильяна», завод по производству авиакомплектующих «Аэронаутика дель Сур». В городе Утрера расположена штаб-квартира банка «Каха Утрера». В городе Майрена-дель-Альхарафе расположен торговый центр «Метро Мар». В городе Ла-Ринконада расположен аэрокосмический технопарк «Аэрополис». В городе Морон-де-ла-Фронтера базируется военно-воздушная база. В городе Сан-Хуан-де-Аснальфараче расположена штаб-квартира медиа-группы «Радио-Телевисьон де Андалусия», которая объединяет телевизионные и радиостанции «Канал Сур». В городе Санкулар-ла-Майор расположен комплекс солнечной энергии «Абенгоа Солар».